# 考科

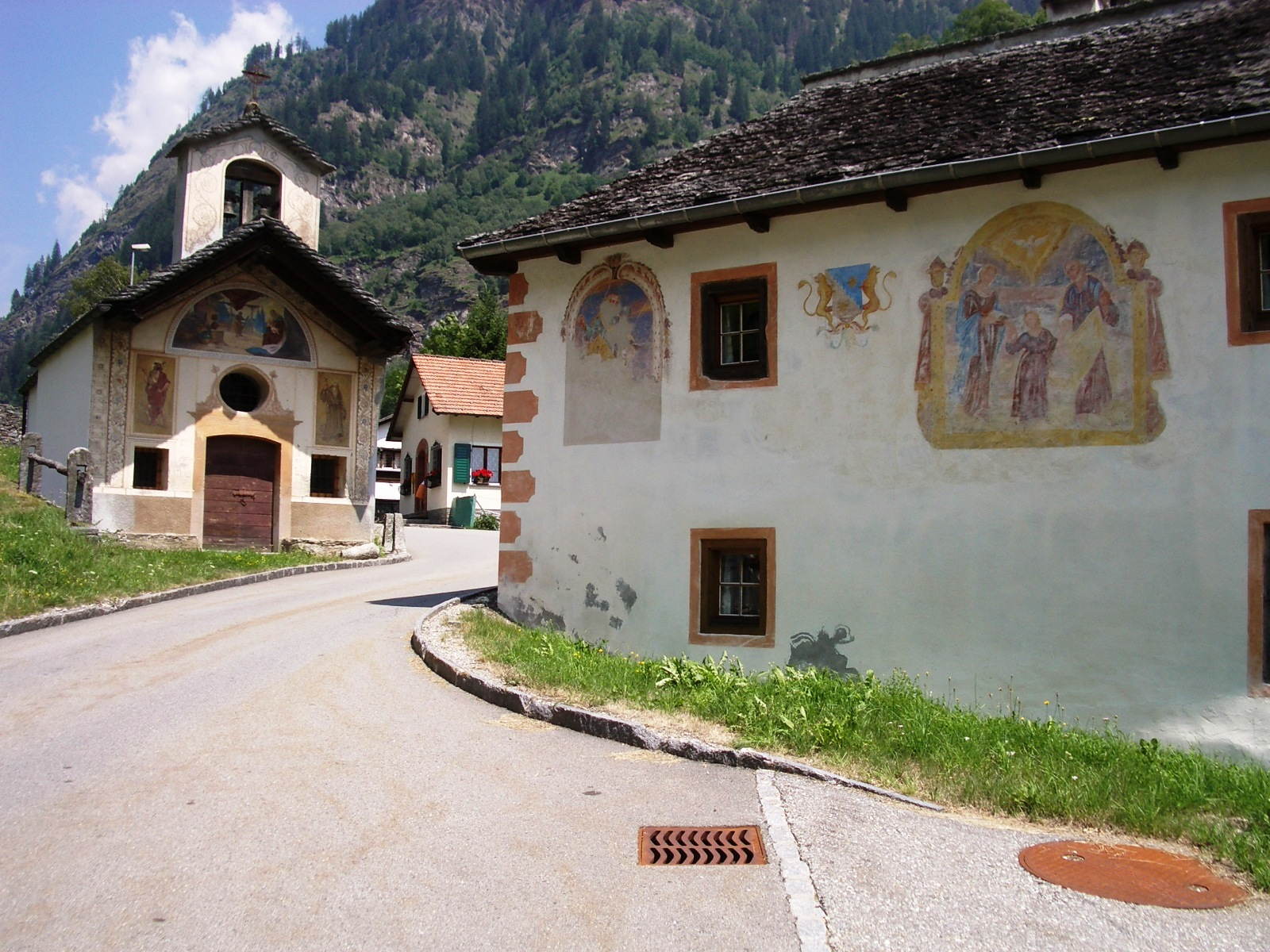

考科是瑞士的城鎮，位於該國東部卡蘭卡斯卡河左岸，由格勞賓登州負責管轄，面積10.89平方公里，海拔高度992米，2011年人口35，人口密度每平方公里3人。

## 外部連結
- Official website （意大利文）